# Trimounsita-(Y)
La trimounsita-(Y) és un mineral de la classe dels silicats. Va ser acceptada com a espècie mineral vàlida per l'IMA l'any 1989 i el seu nom fa referència a la localitat on va ser descoberta, la mina de talc Trimouns, a prop de Luzenac, Migdia-Pirineus, a França; l'única localitat on ha estat trobada.

## Característiques
La trimounsita-(Y) és un nesosilicat de fórmula química Y₂Ti₂(SiO₄)O₅. Cristal·litza en el sistema monoclínic en cristalls prismàtics, allargats al llarg de [001], de fins a 5 mm. És de color marró clar i la seva duresa a l'escala de Mohs és 7.
Segons la classificació de Nickel-Strunz, la trimounsita-(Y) pertany a «09.AG: Estructures de nesosilicats (tetraedres aïllats) amb anions addicionals; cations en coordinació > [6] +- [6]» juntament amb els següents minerals: abswurmbachita, braunita, neltnerita, braunita-II, långbanita, malayaïta, titanita, vanadomalayaïta, natrotitanita, cerita-(Ce), cerita-(La), aluminocerita-(Ce), yftisita-(Y), sitinakita, kittatinnyita, natisita, paranatisita, törnebohmita-(Ce), törnebohmita-(La), kuliokita-(Y), chantalita, mozartita, vuagnatita, hatrurita, jasmundita, afwillita, bultfonteinita, zoltaiïta i tranquillityita.

## Formació
La trimounsita-(Y) es forma en porcions dolomítiques de dipòsits de talc. Es va trobada associada amb els següents minerals: allanita, bastnäsita, monazita, parisita, sinquisita, calcita i dolomita.